# Stefan Eriksson (född 1961)
Stefan Eriksson, född 14 december 1961, av medier ofta kallad "Tjock-Steffe", är en svensk entreprenör från Uppsala som dömts för flera brott.

## Biografi
Eriksson är född och uppvuxen i Eriksberg i Uppsala och försörjde sig efter grundskolan som bilplåtslagare och senare som guldhandlare. Han övergick successivt till brottslig verksamhet och blev på 1990-talet känd som ledare för den så kallade Uppsalamaffian bestående av Eriksson, Peter Uf och Johan Enander. Gruppen hade som samlingspunkt Erikssons 16 meter långa lyxmotorbåt Snövit som förtöjdes vid Islandsfallet i Fyrisån, och bedrev verksamhet som utpressning, bedrägeri och olaga hot. De dömdes till långa fängelsestraff i flera olika rättegångar. Eriksson dömdes till tio och ett halvt års fängelse för två grova bedrägerier mot Bankgirocentralen där man försökte lura till sig sammanlagt 48 miljoner kronor. Domen fastställdes i mars 1995 då Högsta domstolen inte beviljade prövningstillstånd.
Efter avtjänat straff 2001 startade Eriksson tillsammans med Carl Freer företagen Tiger Telematics och Gizmondo Europe som utvecklade och tillverkade en spelkonsol, Gizmondo, som släpptes 2005.
I november 2006 dömdes han till tre års fängelse vid en rättegång i Los Angeles, efter att ha kraschat med en Ferrari Enzo, som visade sig vara stulen, och för olaga vapeninnehav. Efter kraschen fick Eriksson smeknamnen "Ferrari Guy" och "Fat Steven" i USA, och kraschen som inträffade på Pacific Coast Highway nära Malibu i Kalifornien blev känd och omtalad i media i hela världen. Ferrarin var värderad till 1,2 miljoner dollar. Eriksson frigavs 2008 efter att ha avtjänat två tredjedelar av sitt straff.
Erikssons liv beskrivs i C Mores dokumentärserie "Tjock-Steffe" som hade premiär i januari 2019.
I augusti 2024 släpptes självbiografin Tjock-Steffe: Den aldrig berättade sanningen om Uppsalamaffian, Gizmondo och den kraschade Ferrarin, skriven av Eriksson och författaren Mike Mella.